# Еленія білочуба
Еле́нія білочуба (Elaenia albiceps) — вид горобцеподібних птахів родини тиранових (Tyrannidae). Мешкає в Андах.

## Опис
Довжина птаха становить 13,5-15 см, вага 12,5–24,3 г. Верхня частина тіла тьмяно-зелена, нижня частина тіла білувата. На крила дві світлі смужки. На голові помітний чуб з білою смугою.

## Підвиди
Виділяють п'ять підвидів:
- E. a. griseigularis Sclater, PL, 1859 — від південно-західної Колумбії до північного Перу;
- E. a. diversa Zimmer, JT, 1941 — північ центрального Перу;
- E. a. urubambae Zimmer, JT, 1941 — південний схід Перу;
- E. a. albiceps (d'Orbigny & Lafresnaye, 1837) — крайній південний схід Перу і північний захід Болівії;
- E. a. modesta Tschudi, 1844 — західне Перу і північний захід Чилі.

Чилійська еленія раніше вважалася конспецифічною з білочубою еленією.

## Поширення і екологія
Білочубі еленії мешкають в Колумбії, Еквадорі, Перу, Болівії і Чилі. Вони живуть у вологих гірських тропічних лісах. Зустрічаються переважно поодинці, на висоті до 3300 м над рівнем моря. Живляться плодами і комахами, а також травою, ягодами, насінням і горіхами.